# Haarlemmerliede
Haarlemmerliede (52° 23′ N, 4° 41′ L) é uma cidade dos Países Baixos, na província de Holanda do Norte. Haarlemmerliede pertence ao município de Haarlemmerliede en Spaarnwoude, e está situada a 4 km, a leste de Haarlem.
A área de Haarlemmerliede, que também inclui as partes periféricas da cidade, bem como a zona rural circundante, tem uma população estimada em 300 habitantes.